# Ernst Kuntze
Pour les articles homonymes, voir Kuntze.
Ernst Wilhelm Otto Kuntze (né le 8 décembre 1850 à Hertwigswaldau, arrondissement de Jauer et mort le 22 janvier 1932) est un général d'infanterie prussien.

## Biographie

### Origine
Il est le fils d'un huissier principal et de son épouse Florentine, née Noack.

### Carrière militaire
Kuntze obtient son diplôme d'études secondaires et s'engage le 29 juillet 1870, pendant la  guerre contre la France comme volontaire d'un an au 8e régiment de grenadiers du Corps de l'armée prussienne. Avec cette unité, il participe à l'encerclement de Metz et aux batailles de Beaune-la-Rolande, d'Orléans et du Mans. Ses réalisations sont reconnues par l'attribution de la croix de fer de 2e classe.
Après l'accord de paix, Kuntze est muté le 13 mai 1871 comme enseigne portepee dans le 52e régiment d'infanterie (pl) et est promu le 9 mars 1872 au rang de sous-lieutenant. À partir du 1er octobre 1874, il est adjudant du bataillon de fusiliers à Cottbus et peu après, le 15 octobre 1874, il passe à l'infanterie de marine lorsqu'il est transféré au bataillon maritime. Kuntze y travaille comme adjudant et huissier de justice. Le 21 novembre 1878, il retourne dans l'armée et est engagé au 13e régiment d'infanterie. En tant que premier-lieutenant, Kuntze sert d'adjudant de régiment du 5 janvier 1881 au 22 novembre 1884, puis est muté à Mannheim dans le 110e régiment de grenadiers (de). Le 4 février 1886, il y est promu capitaine et nommé chef de la 5e compagnie à Heidelberg. Le 16 juillet 1891, Kuntze est affecté au ministère de la Guerre à Berlin et y est muté le 18 octobre 1891 avec le grade de major. Il sert dans la section d'habillement (B 3) et retourne à la troupe le 17 novembre 1896 en tant que commandant du 2e bataillon du 27e régiment d'infanterie. À ce poste, Kuntze est promu lieutenant-colonel le 27 janvier 1898 et retourne au ministère de la Guerre le 1 avril 1896. Là, il travaille désormais comme chef du département de l'habillement et devient colonel le 22 juillet 1900. Du 17 mai 1902 au 23 avril 1904, il est nommé commandant du 167e régiment d'infanterie à Cassel. Kuntze est ensuite promu major général et devient commandant de la 41e brigade d'infanterie à Mayence. LLe 21 mai 1907, il est chargé du commandement de la 3edivision d'infanterie et nommé commandant de cette grande unité à Stettin, tout en étant promu lieutenant-général. Le 18 février 1908, il est transféré à la 16e division d'infanterie à Trèves. Pour ses services, Kuntze reçoit de Guillaume II l'Étoile de l'ordre de l'Aigle rouge de classe avec feuilles de chêne à l'occasion de la fête de l'ordre en 1910 et, à l'occasion de la fête de l'ordre en 1911, l'ordre de la Couronne de 1re classe.  Le 21 avril 1911, Kuntze reçoit le caractère de général d'infanterie et sa demande de départ est approuvée et il reçoit une pension légale. Il passe sa retraite à Charlottenbourg.
Pendant la Première Guerre mondiale, Kuntze est réaffecté comme officier. À partir du 6 avril 1915, il commande la 117e division d'infanterie sur le front occidental, avec laquelle il combat initialement dans la guerre des tranchées en Champagne. Kuntze participe aux batailles de La Bassée et d'Arras ainsi que de la Somme. Après que sa grande unité ait été transférée sur le front de l'Est à la mi-août 1916, Kuntze est relevé de son commandement le 26 août 1916 et son ordre de mobilisation est révoqué. En reconnaissance de ses réalisations, il reçoit les épées de l'ordre de la Couronne, première classe